# Zapatagärdsmyg
Zapatagärdsmyg (Ferminia cerverai) är en gråbrun tätting som lever endemiskt i tät buskvegetation i Zapataträsket (Ciénaga de Zapata på spanska) på Zapatahalvön i sydvästra Kuba.

## Utseende och läte
Den adulta zapatagärdsmygen mäter ungefär 16 cm är övervägande brungrå med svart och gråaktig undersida och den har en lång stjärt. Dess sång påminner om gärdsmygens och är högfrekvent och ljudlig och beskrivs som "en musikalisk drill som följs av gutturala toner, och denna fras repeteras tre till fyra gånger.

## Taxonomi och systematik
Arten beskrevs taxonomiskt första gången 1926 av den amerikanska herpetologen Thomas Barbour, som gav den det vetenskapliga namnet Ferminia cevererai för att hedra Fermín Zanón Cervera som upptäckte både zapatagärdsmygen, zapatarallen och zapatasparven på uppdrag av Barbour.
Zapatagärdsmygen placeras som ensam art i det monotypiska släktet Ferminia. Genetiska studier bekräftar att den utgör en egen utvecklingslinje, närmast släkt med gärdsmygar i Troglodytes, Cistothorus och Thryorchilus.

## Ekologi
Zapatagärdsmygen förekommer i färskvattenträsk med tät buskvegetation och på låglänt savann med buskar och låga träd. Den lever av insekter, spindlar och små sniglar, ödlor och bär. Zapatagärdsmygen placerar vanligtvis sitt bo i tuvor med agar och dess häckningssäsong tros infalla mellan januari och juli.

## Status och hot
Eftersom den lever inom ett så begränsat utbredningsområde och dess habitat är hotat så är den hotad och IUCN kategoriserar den som starkt hotad (EN). Det råder dock viss osäkerhet kring populationensstorleken och en sentida studie indikerar att den är vanligare än man tidigare trott. Den är bland annat hotad av gräsbränder under torrperioden, utdikning av våtmark, habitatförstörelse på grund av utökade jordbruksområden och möjligen även på grund av predation ifrån introducerade mungoer och råttor.